# واهان هاروتیونیان (کشاورز)
واهان سامسونی هاروتیونیان (ارمنی: Վահան Սամսոնի Հարությունյան؛  زادهٔ ۱۹۱۱ - درگذشته ۱۹۸۸) برزشناس، کشاورز اهل ارمنستان بود.

## زندگی‌نامه
وی در ۱۹۱۱ در بامباکاشات به دنیا آمد و از مؤسسه پنبه‌کاری ماوراءقفقاز باکو (۱۹۳۲) فارغ‌التحصیل گشت. همچنین برندهٔ جوایزی همچون کارشناس شایسته دامپزشکی ارمنستان شوروی (۱۹۵۰)، قهرمان کار سوسیالیست (۱۹۵۰)، نشان لنین (۱۹۵۰)، مدال شجاعت کار (۱۹۴۰) و مدال کارگر ممتاز (۱۹۴۵) شده است. وی در ۱۹۸۸ در سن ۷۷ سالگی در آرماویر درگذشت و در آرامستان هوکتمبریان به خاک سپرده شد.

## یادداشت
1. ↑  Բաքվի Անդրկովկասյան բամբակագործական ինստիտուտ